# Лук'янов Дмитро Якимович
Дмитро Акимович Лук'янов ( 15 лютого 1900 року, село Єськово, Лихвинський повіт, Калузька губернія - 7 жовтня 1985 року, Жданов ) - радянський військовий діяч, генерал-майор ( 18 травня 1943 року  ).

## Початкова біографія
Дмитро Акимович Лук'янов народився 15 лютого 1900 року у селі Єськово Лихвинського повіту Калузької губернії.
Працював чорноробом у мануфактурному магазині «Левінсон» у Сокільниках ( Москва )  .

## Військова служба

### Громадянська війна
5 квітня 1918 року призваний до лав РСЧА і направлений червоноармійцем до Московсько-Саратовського полку, у складі якого брав участь у бойових діях на Східному фронті проти військ під командуванням А. І. Дутова, а з листопада - на Південному фронті проти військ під командуванням Петра Краснова та Антона Денікіна  . 11 квітня 1919 року був поранений під Рєпною, після чого лікувався в 40-му військовому госпіталі в Тулі і після одужання повернувся до полку. 25 липня в районі Торнівки ( Балашовський повіт ) потрапив у полон, після чого утримувався в Азовському таборі військовополонених, а потім переведений погоничем на Парамонівські шахти «Нецвіт»  .
У грудні того ж року Лук'янов був звільнений 33-ю Кубанською стрілецькою дивізією і незабаром був направлений курсантом у навчальну команду 289-го стрілецького полку у складі цієї ж дивізії, після закінчення якої в травні 1920 призначений на посаду командира кулеметного взводу, перебуваючи на, під час радянсько-польської війни брав участь у бойових діях на Західному фронті . Після закінчення Варшавської операції разом із полком перейшов кордон Східної Пруссії, після чого був інтернований і утримувався в таборах Гамельн та Мінден  .

### Міжвоєнний час
У червні 1921 року Дмитро Лук'янов повернувся до СРСР і направлений на навчання на 73-і Новгородські піхотні курси, а в травні 1922 року переведений до Ленінградської піхотної школи, після закінчення якої в серпні 1925 року призначений на посаду командира взводу у складі. -го стрілецького полку ( 27-а Омська стрілецька дивізія, Західний військовий округ ), дислокованого в Лепелі  .
У вересні 1927 року направлений на навчання на Ленінградські піхотні курси імені Ф. Енгельса, після закінчення яких у серпні 1928 року направлений в Кронштадтський стрілецький кріпосний полк ( Ленінградський військовий округ ), де був призначений на посаду політрука роти, а в листопаді посада командира роти  .
У березні 1936 року призначений на посаду помічника начальника штабу 32-го стрілецького полку, у жовтні - на посаду командира батальйону у складі 33-го стрілецького полку ( 11-а стрілецька дивізія ), 13 січня 1938 року переведений до 43-ї стрілки . де був призначений на посаду командира 65-го стрілецького полку, а в травні - на посаду командира 147-го стрілецького полку. В 1939 року  навчався на курсах удосконалення комскладу « Постріл », після закінчення яких повернувся на колишню посаду і незабаром брав участь у бойових діях на Карельському перешийку під час радянсько-фінської війни  .
У грудні 1940 року призначений на посаду заступника командира 43-ї стрілецької дивізії, а 5 квітня 1941 року - на посаду командира 191-ї стрілецької дивізії , яка формувалася в Ленінградському військовому окрузі і до червня передислокована в район Кінгісеп . .

### Велика Вітчизняна війна
З початком війни дивізія під командуванням полковника Дмитра Лук'янова зайняла оборонний рубіж по східному березі річки Нарви, після чого брала участь у бойових діях у районі Кінгісеппа, Нарви та Копор'я та з вересня відступала у напрямку на Ропшу та Петергоф, звідки була передислокована у Ленінград і в жовтні - через Ладозьке озеро в район села Ситомля ( Тихвінський район ), після чого вела бойові дії під час Тихвінської оборонної операції . 2 листопада був звільнений з посади і 16 листопада призначений командиром 2-ї стрілецької дивізії, що знаходилася в оточенні в районі Вязьми, проте вже 23 листопада був поранений, після чого перебував на лікуванні в челябінському госпіталі  .
Після одужання 7 січня 1942 року полковник Дмитро Лук'янов призначений на посаду командира 2-ї стрілецької дивізії, що формувалася в районі Архангельська . Після закінчення формування дивізія у квітні була передислокована в район Малої Вішери, де була включена до складу 59-ї армії ( Волхівський фронт ), після чого брала участь в оборонних бойових діях на західному березі річки Волхов у районі села Селищі ( Чудівський район, Новгородська область ). ), і з 14 січня 1944 року брала участь у ході Новгородсько-Лузької наступальної операції . 12 лютого генерал-майор Дмитро Лук'янов був звільнений з посади «за відсутність організованості та втрату управління в бою»  .
3 березня 1944 року призначений на посаду командира 128-ї стрілецької дивізії, яка брала участь у бойових діях в ході Кінгісеппсько-Гдовської, Псковсько-Островської та Тартуської наступальних операцій  .
19 серпня генерал-майор Лук'янов призначений на посаду заступника командира 122-го стрілецького корпусу, одночасно з цим у період з 25 по 29 серпня виконував посаду командира 189-ї стрілецької дивізії, після чого повернувся на колишню посаду в 122-й корпус, який незабаром брав участь у бойових діях у ході Прибалтійської наступальної операції  .
27 листопада 1944 року призначений на посаду командира 85-ї стрілецької дивізії, яка дислокувалася в районі Крауклі, Ракінс, Мегорі і одночасно охороняла ризькі державні підприємства  .
12 березня 1945 року призначений на посаду командира 48-ї стрілецької дивізії, яка брала участь у бойових діях проти Курляндського угруповання противника, а у квітні була передислокована до Румунії  .

### Повоєнна кар'єра
Після закінчення війни перебував на колишній посаді командира 48-ї дивізії, яка у серпні 1945 року була включена до складу Одеського військового округу  .
У березні 1946 року направлений на навчання на Вищі академічні курси при Вищій військовій академії імені К. Є. Ворошилова , після закінчення яких з березня 1947 року  перебував у розпорядженні Управління кадрів Сухопутних військ і в червні був призначений на посаду заступника командира 131- го стрілецького корпусу ( Біломорський військовий округ ), дислокованого в Кемі, у березні 1951 року - на посаду заступника командира 31-го стрілецького корпусу, дислокованого в Мурманську, а у квітні того ж року - на посаду командира 67-ї стрілецької дивізії . березні 1952 року була включена до складу 6-ї армії  .
Генерал-майор Дмитро Акимович Лук'янов 30 грудня 1953 року  вийшов у запас. Помер 7 жовтня 1985 року у Жданові .

## Нагороди
- Орден Леніна (21.02.1945);
- Чотири ордена Червоного Прапора (21.03.1940, 25.06.1944О, 03.11.1944, 20.06.1949);
- Два ордени Вітчизняної війни 1 ступеня (17.12.1944, 06.04.1985);
- Медалі.